# Yayas de Viajama
Yayas de Viajama é uma cidade da República Dominicana pertencente à província de Azua.
Sua população estimada em 2012 era de 5 841 habitantes.